# Esporte Clube Timon
O Esporte Clube Timon é um clube futebolístico brasileiro sediado na cidade de Timon, no estado do Maranhão; que disputa campeonatos no estado do Piauí.
O clube é filiado a Federação de Futebol do Piauí, disputando desde 2015  o Campeonato Piauiense de Futebol - Segunda Divisão. Apesar de possuir registro em Teresina, é sediado em Timon no Maranhão, cidade separada de Teresina apenas pelo Rio Parnaíba. Suas cores são amarelo, preto e branco.
Após o vice-campeonato no Piauiense Segunda Divisão de 2019 conquistou o inédito acesso para o Campeonato Piauiense de Futebol de 2020.

## Estatísticas

#### Participações
| Competição | Competição              | Temporadas | Melhor campanha     | Estreia | Última | P | R |
| Piauí      | Campeonato Piauiense    | 1          | 7º colocado (2020)  | 2020    | 2020   |   | 1 |
| Piauí      | 2ª Divisão do Piauiense | 6          | Vice-campeão (2019) | 2015    | 2021   | 1 |   |